# Cibiana-hágó
A Cibiana-hágó (olaszul: Passo Cibiana vagy Forcella Cibiana) egy kisebb forgalmú, 1530 m magas közúti hágó az olasz Dolomitok déli részén, a Bellunói-Dolomitokban, Belluno megyében, Veneto régióban. Keskeny országút visz át rajta, amelyet egész télen nyitva tartanak. A hágóút mintegy 20 km hosszú, maximális emelkedése 15%. A Boite-völgyet köti össze a Zoldo-völggyel.

## Fekvése
A hágót keleten az Ampezzói-Dolomitokban húzódó Boite-völgy (Valle del Boite), nyugaton a Zoldo-völgy (Valle di Zoldo) határolja. Északon a Monte Pelmo csoportja, délen a Bosconero-hegycsoport határolja. Vízválasztót képez egyfelől a Maè patak és a Boite folyó vízgyűjtő területei között (mindkettő a Piave folyóba torkollik). A hágó északi oldalán eredő Rite hegyipatak (torrente) a Boite folyóba ömlik.
A hágótól északra a 3168 m magas Monte Pelmo és a 2183 m magas Monte Rite hegytömbök emelkednek. A Monte Rite csúcsa a Cibiana-hágó tetejéről egy régi katonai úton könnyen elérhető. Csúcsáról akadálytalan körkilátás nyílik a környező csúcsokra.  A régi katonai utat jelenleg hivatalosan csak gyalogos turisták, kerékpárosok és a koncessziós engedéllyel rendelkező terepjáró taxisok használhatják.
A hágótól délre fekvő Bosconero-hegység a Dolomitoknak a turistáktól kevésbé látogatott hegycsoportjai közé tartozik. A Cibiana-hághoz legközelebb álló csúcsai a 2437 m magas Monte Sassolungo di Cibiana és a 2202 m magas Croda Cruz. Maga a névadó főcsúcs, a 2168 m magas Bosconero-csúcs (Sasso Bosconero) a Cibiana-hágóktól távolabb, délkeletre esik. A csoport meredek sziklacsúcsai hegyjáróknak és hegymászóknak egyaránt ajánlhatók. A főcsúcs, a Sasso Bosconero mellett több 2400 m-t meghaladó csúcs is található itt: Sassolungo di Cibiana (2437 m), Sasso di Toanella (2430 m), Rocchetta Alta di Bosconero (2412 m) és a Sfornioi (2425 m).
A Cibiana-hágón áthalad 3. sz. Dolomiti magashegyi túraút, amelynek ez a szakasza észak felől, a Boite-völgyi San Vito di Cadore községből, a Monte Pelmo alatti Venezia turistaház mellett elhaladva ér a Cibiana-hágóra, majd innen dél felé, a Bosconero-hegységen át Longarone városába visz. A hágótetőn működik az egész évben nyitva tartó Remauro turistaház (Rifugio).

## Közlekedése
A hágón az SS347-es állami főút halad át. Ez keletről indulva Venas di Cadore falunál ágazik ki a Boite-völgyben futó 51-es főútból (amely Cortina d’Ampezzót köti össze a felső Piave-völgyben fekvő Pieve di Cadore várossal). Az SS347-es áthalad Cibiana di Cadore községen, itt kezdődik maga a hágóra vezető szerpentinút, amely nyugaton Forno di Zoldo mellett torkollik a Zoldo-völgyben futó 251-es főútba (amely Selva di Cadoré-t köti össze a Piave-völgyi Longarone várossal.

## Történelme
Fekvésénél fogva a Monte Rite az első világháború idején, az 1915–18-as hegyi háború idején rendkívüli stratégiai fontossággal bírt. 1911-ben az olaszok záróerődöt (Forte di Monte Rite) építettek a csúcsára, forgatható páncélkupolával és nehéztüzérségi lövegekkel. A Cibiana-hágóról ide felvezető katonai utat is ekkor építették ki. 1917-ben, a caporettói áttörés után az olaszok kiürítették a vidéket, az erőd harc nélkül került az osztrák–magyar csapatok birtokába, a háború végéig.

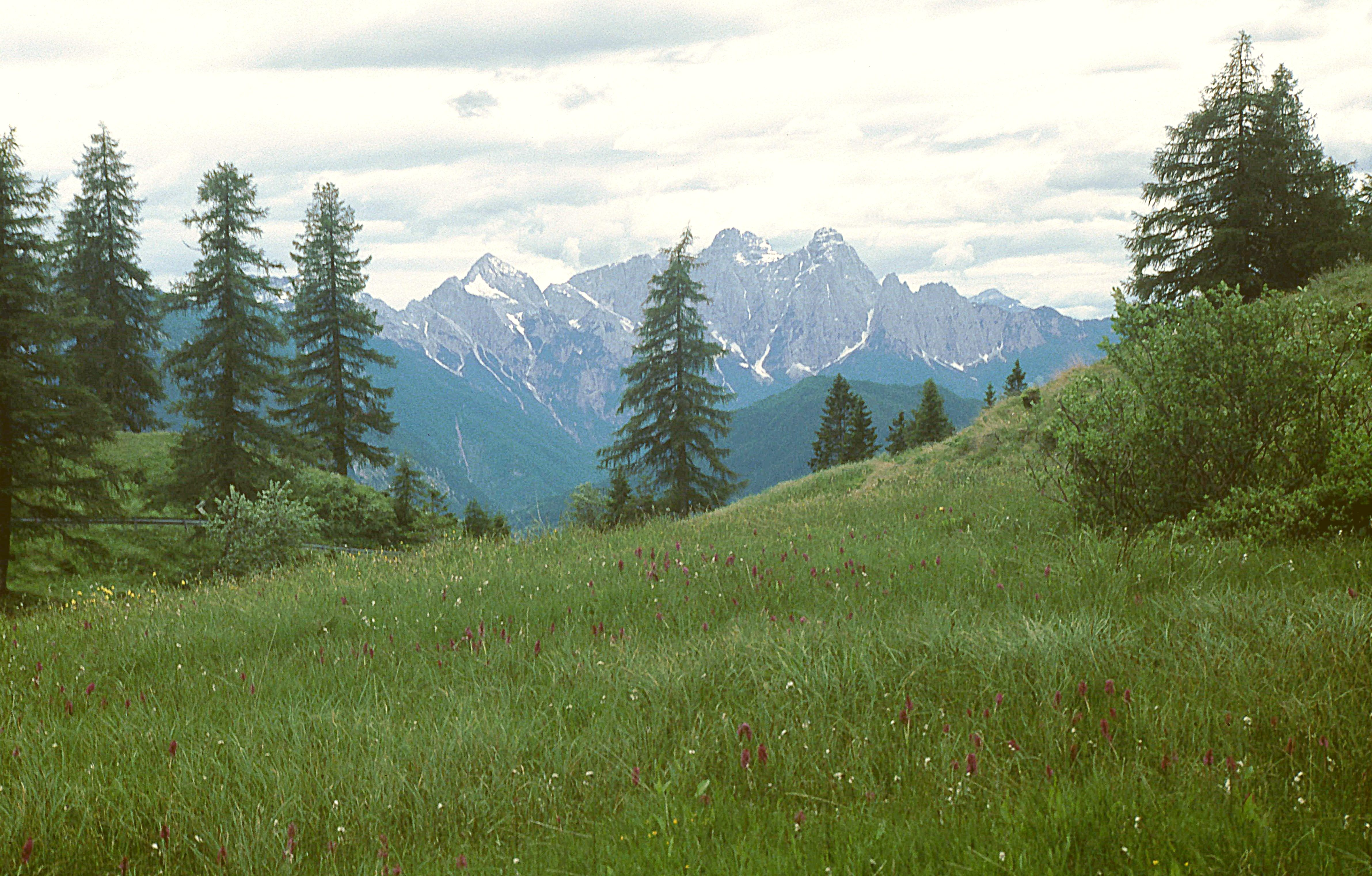
Kilátás a hágóról
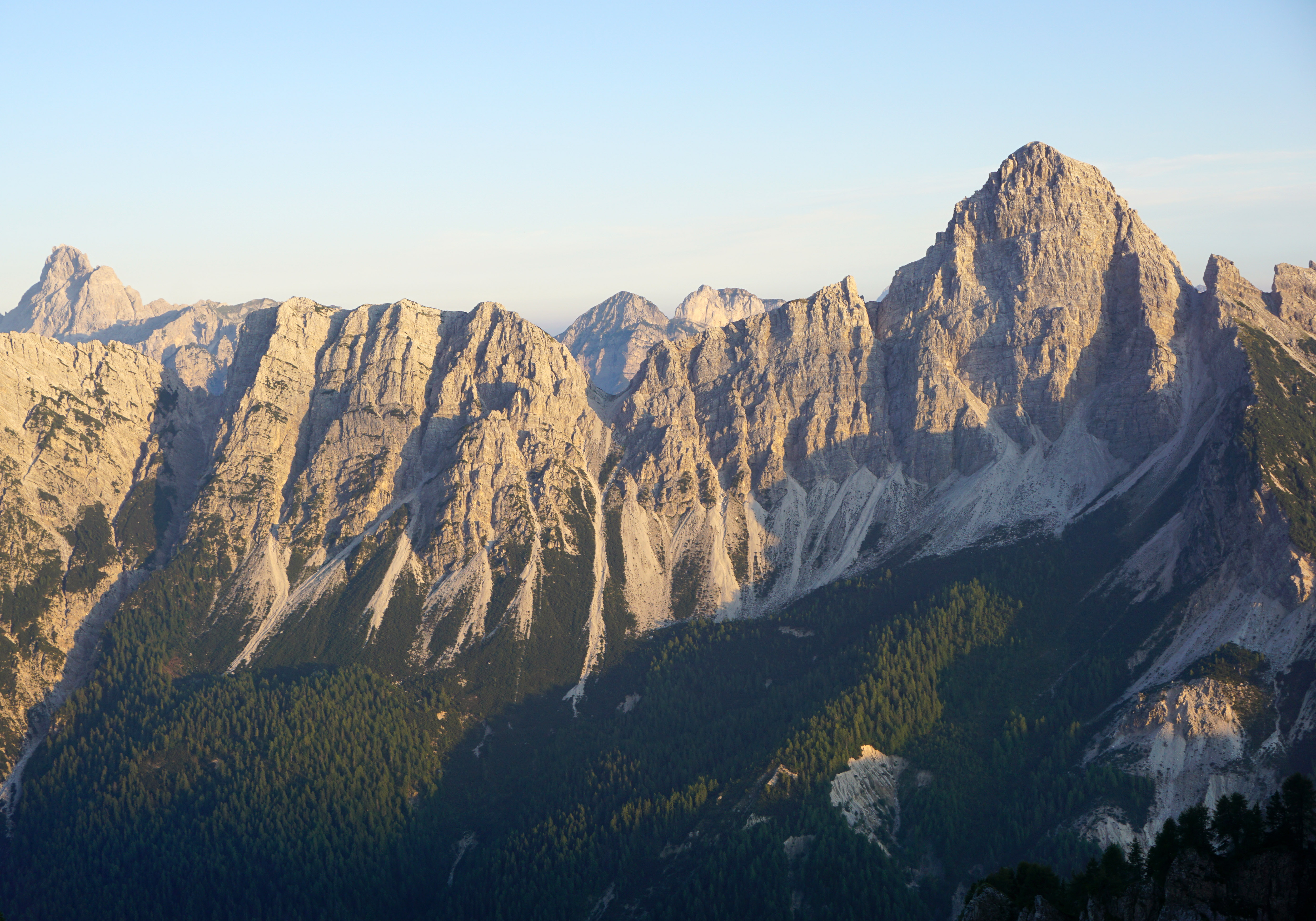
Sassolungo di Cibiana
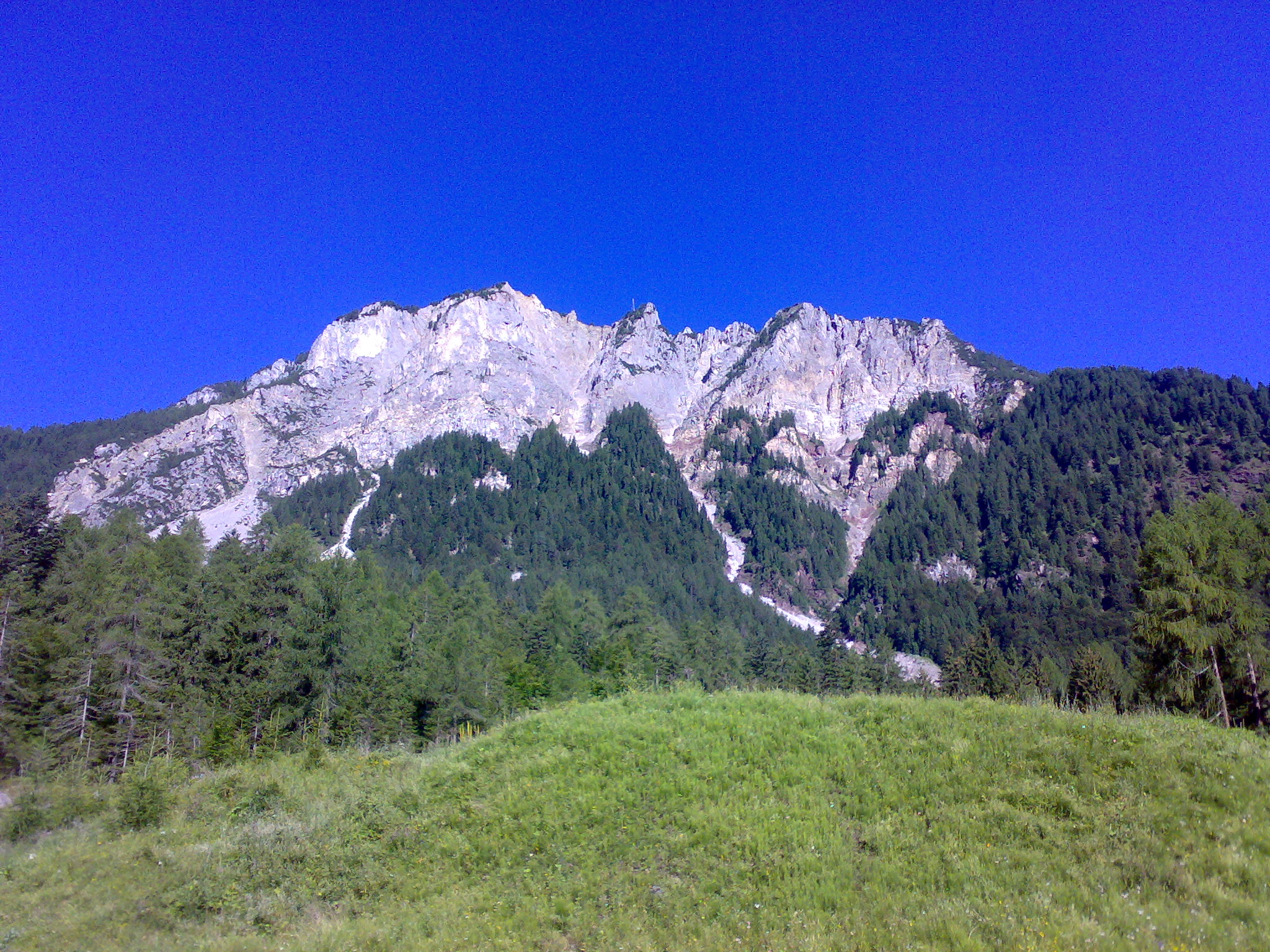
A Monte Rite a Cibiana-hágóról
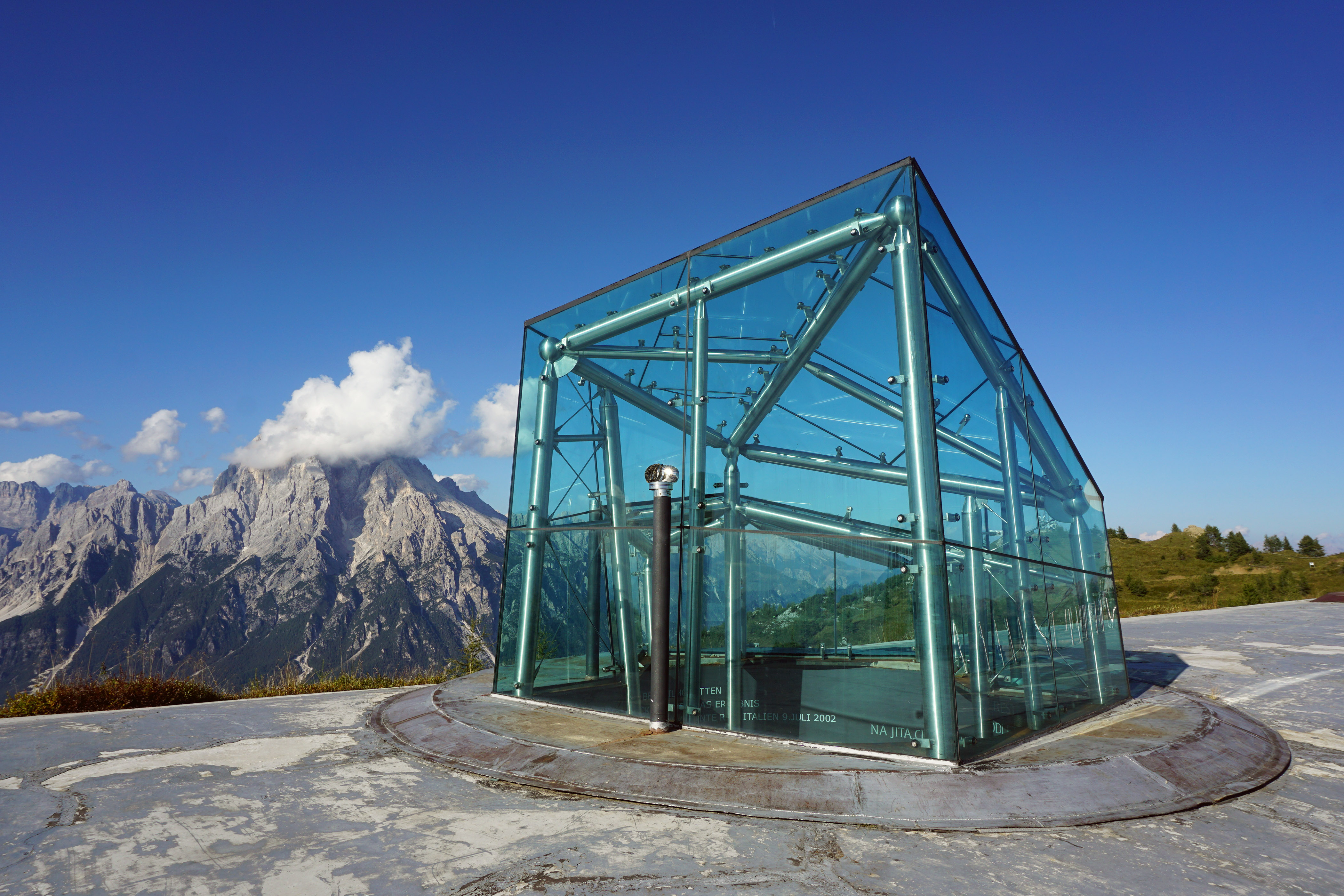
„Múzeum a felhőkben”

## Látnivalók
A régi Monte Rite hegyi erőd helyén, 2181 m magasságban, a dél-tiroli Reinhold Messner hegymászó, természetvédő aktivista kezdeményezésére 2002-ben megnyitották a „Múzeum a felhőkben”-t (Museum in den Wolken / Museo Nelle Nuvole). Ez a Dolomitok felfedezésének történetét és ennek közreműködőit mutatja be. A létesítmény a „Messmer Hegyi Múzeumok” (Messner Mountain Museum, röviden MMM) elnevezésű projekt része, amely több (jelenleg, 2015-ben 6 db) hasonló jellegű létesítményből áll, Belluno és Dél-Tirol területén.